# Bestie
Cette page contient des caractères spéciaux ou non latins. S’ils s’affichent mal (▯, ?, etc.), consultez la page d’aide Unicode.
Bestie (coréen : 베스티 ; stylisé : BESTie) est un girl group sud-coréen de K-pop, originaire de Séoul, actif entre 2013 et 2016. Formé par YNB Entertainment, il est composé de quatre membres. Elles font leurs débuts officiels avec Pitapat le 11 juillet 2013.

## Histoire

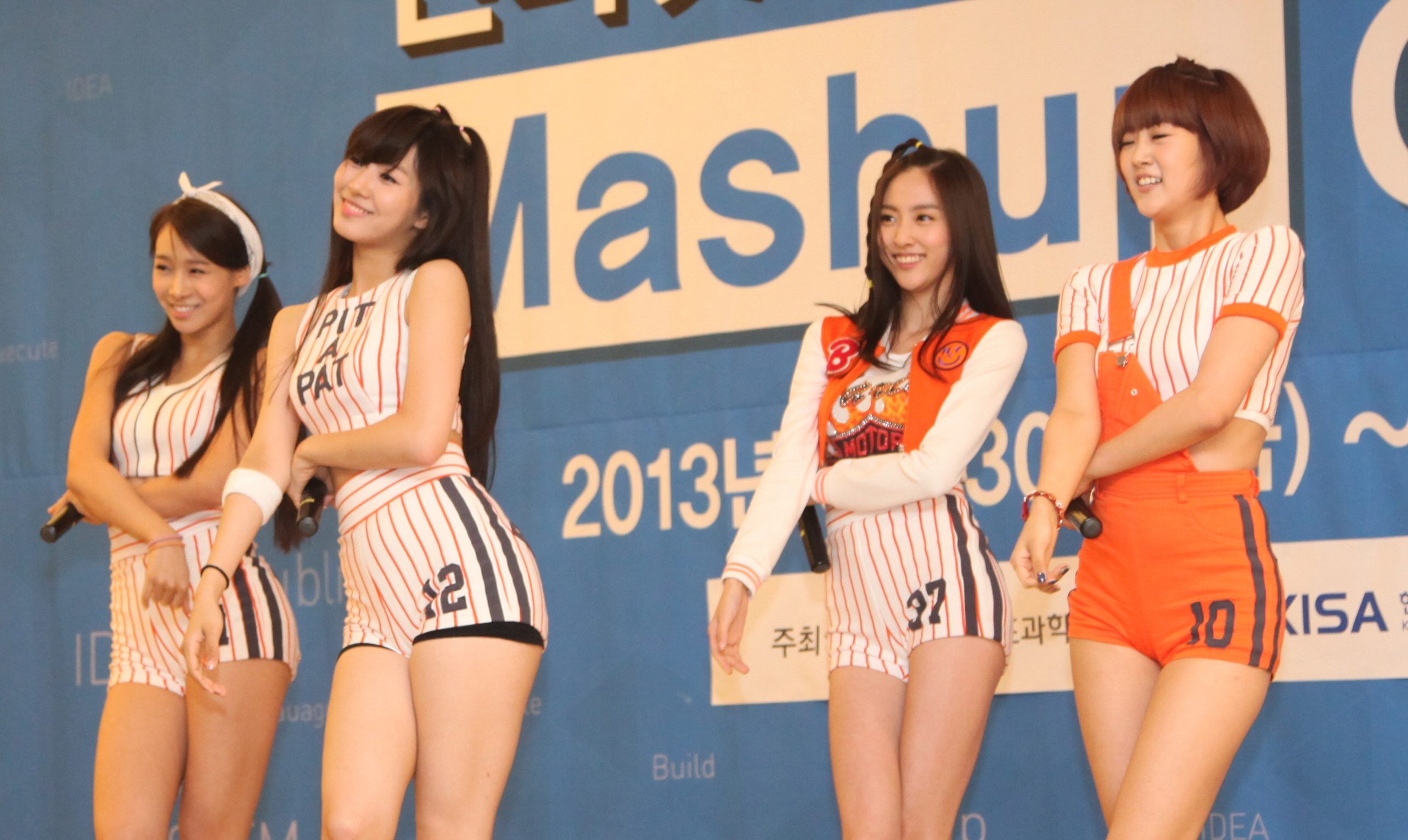
Bestie en 2013.

Hyeyeon, UJi et Haeryung débutent à l'origine dans le girl group de AB Entertainment EXID. Avec EXID, elles sortiront leur premier single Holla (Whoz that Girl). Les trois membres feront les promotions avec le groupe pendant deux mois, puis finalement elles quittent le groupe pour des raisons personnelles,. Haeryung a commencé sa carrière d'actrice très jeune: son premier rôle était dans la série télévisée Sharp et Magic Kid Masuri à l'âge de 10 ans. Au printemps 2013, elle joue le rôle de la petite amie de Park Hyung-sik dans le drama de tvN Nine: Nine Time Travels.
Bestie débute le 11 juillet 2013 avec la sortie de Pitapat. La chanson accompagnée d'un MV montre Jo Kwon et Yoo Se-yoon. Le groupe joue sa première performance live au Music Bank de KBS le 12 juillet. Le 16 octobre, Bestie fait son retour avec son second single Love Options (연애의 조건), avec un MV ; leur comeback stage[Quoi ?] se fait le même jour au M! Countdown de Mnet. Le 12 décembre 2013, il est annoncé que le groupe sortira le single numérique Zzang Christmas, une chanson pour Noël, le 17 décembre.
Le 28 février 2014, Bestie sort son quatrième single, Thank U Very Much, avec la mise en ligne de son MV,. Le 27 juin 2014, Bestie, avec Jimin, Choa, Chanmi et Hyejeong des AOA ainsi que les Girl's Day, font une performance spéciale du titre des Girls' Generation, Mr. Mr. au Music Bank. Le 11 juillet, Bestie sort son cinquième single nommé "Like a Star", pour fêter leur un an de carrière. Leur premier EP Hot Baby est publié le 28 juillet 2014. Trois jours après, le MV officiel est mis en ligne. Le 29 août, le groupe sort un mini-album repackage avec un nouveau titre I Need You produit par Duble Sidekick et HomeBoy. Pour remercier les fans du succès de Hot Baby, Bestie joue I Need You au M! Countdown un jour avant la sortie du titre,. Le 19 décembre 2014, Bestie reprend le titre Mamacita de Super Junior au Music Bank comme performance de fin d'année.
Le 8 mai 2015, Bestie sort son 2e EP Love Emotion accompagné du MV du titre principal, Excuse Me. D'ailleurs, la chanson titre fait un véritable carton en Chine, la chanson se retrouvant même en tête du classement de Tudou depuis le 29 mai. Le 2 juin 2015, Bestie reçoit la 4e place sur un programme de classement musical, The Show.
Le groupe cesse ses activités en 2016.

## Membres

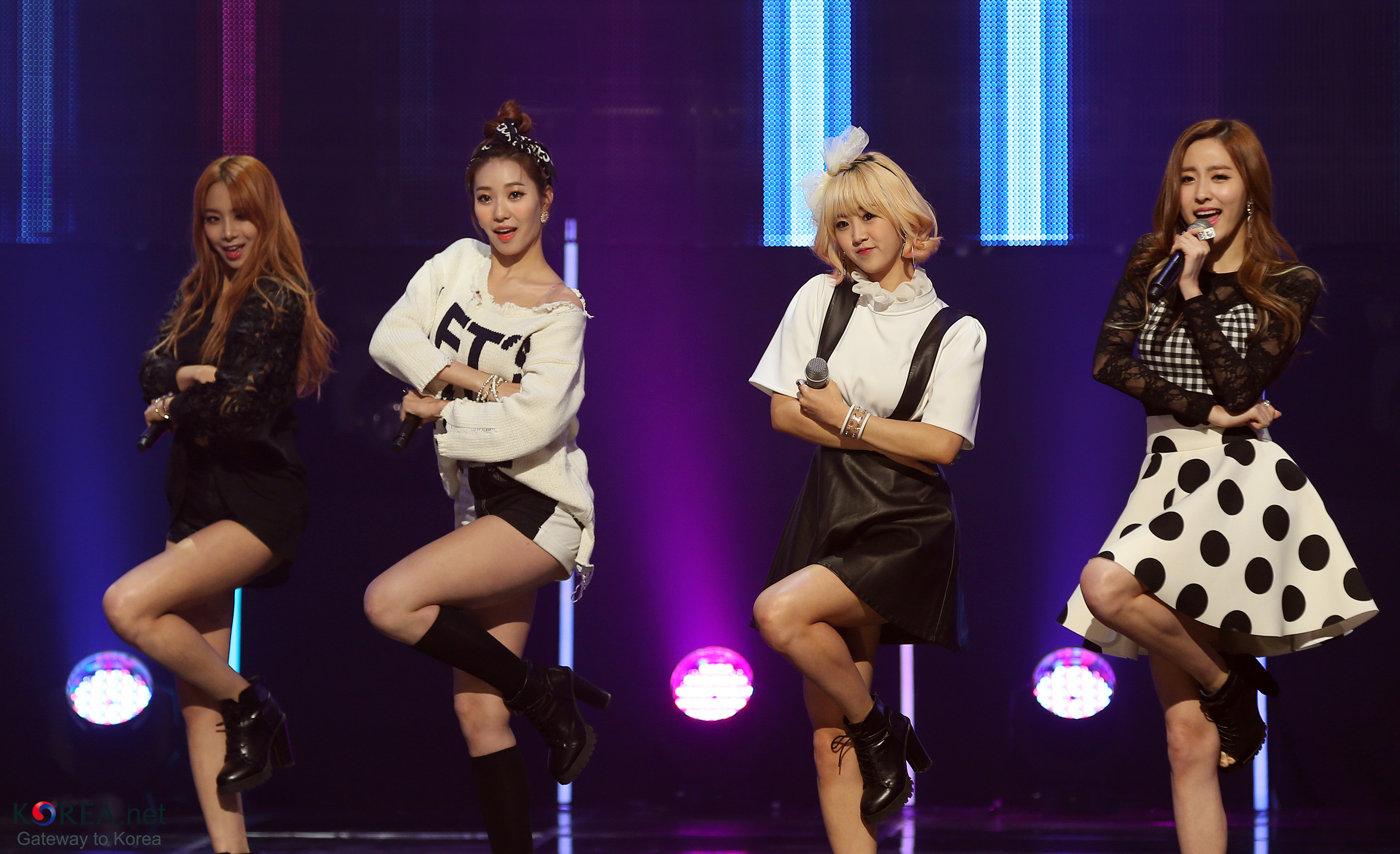
Bestie performant Thank U Very Much en mars 2014. De gauche à droite : UJi, Dahye, Hyeyeon et Haeryung.

- Hyeyeon, née Kang Hyeyeon (강혜연) le 8 décembre 1990 (34 ans)[19] est une ancienne membre du groupe EXID, sous le nom de Dami. Elle quitte EXID pour finir ses études.

- UJi, née Jung Yuji (정유지) le 2 janvier 1991 (34 ans)[19] est une ancienne trainee (stagiaire) de la JYP Entertainment[3] elle devait normalement faire partie d'un groupe de quatre membres avec Hani de EXID, Jieun de Secret et Hyolyn de Sistar. Le groupe n'ayant jamais été créé, UJi quitte JYP Entertainment. Elle est une ancienne membre du groupe EXID. Elle quitte EXID pour finir ses études.

- Dahye, née Song Dahye (송다혜) le 12 juin 1993 (31 ans)[19] est une ancienne trainee (stagiaire) de la SM Entertainment.

- Haeryung, née Na Haeryung (나해령) le 11 novembre 1994 (30 ans)[19] est une ancienne trainee (stagiaire) de la JYP Entertainment ainsi qu'une ancienne membre du groupe EXID. Elle quitte EXID pour poursuivre une carrière d'actrice.

## Discographie

### EP
| Titre | Détails                                                                                       | Meilleures positions | Ventes          |
| Titre | Détails                                                                                       | COR                  | Ventes          |
| --- | --------------------------------------------------------------------------------------------- | -------------------- | --------------- |
| Hot Baby | - Date de sortie : 28 juillet 2014 - Label : YNB Entertainment - Formats : CD, téléchargement | 7                    | - COR : + 4 636 |
| Love Emotion                                                                                                | - Date de sortie : 8 mai 2015 - Label : YNB Entertainment - Formats : CD, téléchargement      | 8                    | - COR : + 3 945 |
| « — » signifie qu'aucun classement n'a été atteint ou qu'aucune sortie n'a été effectuée dans cette région. |                                                                                               |                      |                 |

### Singles
| Année | Titre                               | Meilleures positions | Meilleures positions | Ventes           | Album                    |
| Année | Titre                               | COR                  | KOR Hot 100          | Ventes           | Album                    |
| --- | ----------------------------------- | -------------------- | -------------------- | ---------------- | ------------------------ |
| 2013 | Pitapat                             | 84                   | 90                   | - COR : + 42 588 | Pitapat (single)         |
| 2013 | Love Options                        | 113                  | —                    | - COR : + 41 406 | Hot Baby                 |
| 2013 | Zzang Christmas (feat. Yoo Se-yoon) | 130                  | —                    | - COR : + 18 994 | Zzang Christmas (single) |
| 2014 | Thank U Very Much                   | 53                   | 74                   | - COR : 67 286   | Hot Baby                 |
| 2014 | Like A Star                         | —                    | —                    |                  | Hot Baby                 |
| 2014 | Hot Baby                            | 53                   | —                    | - COR : + 62 648 | Hot Baby                 |
| 2014 | I Need You                          | 74                   | —                    | - COR : + 46 165 | Hot Baby                 |
| 2015 | Excuse Me                           | 74                   | —                    | - COR : + 38 401 | Love Emotion             |
| « — » signifie qu'aucun classement n'a été atteint ou qu'aucune sortie n'a été effectuée dans cette région. |                                     |                      |                      |                  |                          |

## Distinctions
| Année | Titre              | Catégorie             | Travail nommé | Résultat |
| ----- | ------------------ | --------------------- | ------------- | -------- |
| 2015  | Golden Disc Awards | Next Generation Award | Bestie        | Lauréat  |